# Os Cadernos de Malte Laurids Brigge
Os Cadernos de Malte Laurids Brigge foi o único romance de Rainer Maria Rilke e dizem ter influenciado muito outros escritores como Jean-Paul Sartre. Foi escrito enquanto Rilke morava em Paris e foi publicado em 1910. O romance é semi-autobiográfico e é escrito em um estilo expressionista. O livro foi inspirado na obra de Sigbjørn Obstfelder, Diário do Padre, e no segundo romance de Jens Peter Jacobsen, Niels Lyhne, de 1880, que traça o destino de um ateu em um mundo impiedoso.
O livro foi publicado pela primeira vez em inglês sob o título Journal of My Other Self.